# IC 4039
IC 4039 је галаксија у сазвјежђу Береникина коса која се налази на листи објеката дубоког неба у Индекс каталогу.
Деклинација објекта је + 21° 41' 32" а ректасцензија 13h 0m 39,3s. Привидна величина (магнитуда) објекта IC 4039 износи 15,3 а фотографска магнитуда 16,3. IC 4039 је још познат и под ознакама NPM1G +21.0338, PGC 1655188.